# Buxtehude (ville)
Buxtehude (Basse-Saxe, Allemagne) est située dans la région de Hambourg et est une communauté indépendante à la lisière sud du vieux pays (Altes Land) dans les environs de Stade en Basse-Saxe. La ville est située entre les quartiers de Hamburg-Neugraben Fischbek et la ville de Stade. Avec près de 40 000 habitants, Buxtehude est la deuxième plus grande ville de l'arrondissement de Stade après Stade. Elle présente un port assez actif dans le domaine de la pêche ou du transport de marchandises.

## Blason
D’azur, à deux clés d’or passées en sautoir, encadrant dans le point du chef une croix pattée affinée fichée (dont la branche inférieure est munie d’une pointe) de sable. Cette croix est également présente dans les armes de l’évêché et de la ville de Verden et les clés (de Saint Pierre) en sautoir se trouvent aussi sur les armes de l’archevêché de Brême, auquel Buxtehude a longtemps appartenu. Azur et or étaient les couleurs du drapeau suédois à l’époque de la conquête au cours du XVIIe siècle. Le blason est surmonté d'un casque d'argent et de sable avec des ornements d'azur et d'or, lui-même surmonté de deux cors (azur et or) encadrant une croix  telle que décrite ci-dessus.  

## Géographie
Buxtehude est située sur la frontière entre deux zones de l'Allemagne du Nord : au nord de Buxtehude, une zone d'anciens marécages et au sud de Buxtehude, la Lande. Le nord de la ville, au-dessus de cette frontière est situé sur une plaine alors que le sud de la ville est situé sur une colline, un territoire vallonné. Il y a, toujours au niveau de cette frontière, une grande forêt ainsi qu'un cloître. L'altitude du centre de la ville de Buxtehude est d'environ 5 mètres du niveau de la mer, mais elle varie entre les différents domaines de la Lande : elle peut aller de quelques centimètres en dessous du niveau de la mer à 51 mètres au-dessus.

## Histoire
| Appartenances historiques Principauté archiépiscopale de Brême 1197-1648 Brême-et-Verden 1648-1807 Royaume de Westphalie 1807-1811 Empire français (Bouches-de-l'Elbe) 1811-1814 Brême-et-Verden 1814-1823 Royaume de Hanovre 1823-1866 Royaume de Prusse (Province de Hanovre) 1866-1918 République de Weimar 1918-1933 Reich allemand 1933-1945 Allemagne occupée 1945-1949 Allemagne 1949-présent |

### Le nom
Les villes dont le nom comporte la racine Hude, associée à des préfixes et/ou à des suffixes, au nombre d'une centaine sont principalement situées au nord-ouest de l'Allemagne, aux Pays-Bas (-hijde) et en Angleterre (-hithe). En l'an 959, Buxtehude était appelée Buochstadon, nom porté par certaines agglomérations paysannes et mentionné dans un document de l'empereur Othon Ier. Ce nom peut signifier Buchenstätte (« lieu des hêtres »). Le nom hude peut aussi se référer à l'existence d'un quai pour les bateaux. C'est seulement en 1135 qu'apparaît le nom Buchstadihude, qui deviendra au cours du temps Buxtehude.

### La ville de Buxtehude
Le noyau d'origine de la ville, fondée en 1197, ne se trouve pas au centre-ville actuel, mais 2 km en amont de la petite rivière Este, un peu plus en hauteur, dans le lieu-dit Altkloster (« le vieux cloître » ou « le vieux couvent ») en raison de la présence ancienne d'un couvent de Bénédictins. En 1328, les droits municipaux furent attribués à la ville par l'archevêque Borchard.
L'archevêque Giselbert de Brême fit construire à environ 1 kilomètre au Nord du vieux cloître une nouvelle agglomération : une forteresse. Elle prit tout d'abord le nom Neustadt qui veut dire « nouvelle ville », puis, plus tard, elle prit le nom de Buxtehude. L'Este a servi de fossé de protection, de douve, autour de la ville. En 1369, Buxtehude fut membre de la Hanse, ce qui favorisa son expansion.
Lors de la guerre suédoise de Brandebourg de 1675 à 1676 le Buxtehude suédois fut conquis dans une expédition par plusieurs États du Saint Empire Romain Germanique et le Danemark. La ville resta jusqu'à la fin de la guerre, en 1679, sous cette domination. Avec la paix de Saint-Germain en 1679, Buxtehude revint de nouveau à la Suède.
Jusqu'en 1885, Buxtehude était une ville d'unité d'administration indépendante, puis elle s'est jointe à l'arrondissement de Jork. Avec la dissolution de cet arrondissement en 1932, Buxtehude fut réunie à l'arrondissement de Stade auquel elle appartient aujourd'hui.

## Bâtiments
- Église évangélique de Saint-Pierre. La basilique à trois nefs avec des tours en briques voûtées vers l'ouest a été construite à la fin du XIIIe siècle. L'achèvement de l'édifice devrait s'être terminé autour de 1320. La tour originale a été détruite en 1853 par la foudre. Celle qui l'a remplacée a été réalisée selon les plans de l'architecte Carl Wimmel Ludwig. La chaire baroque est datée de 1674.
- L'hôtel de ville médiéval de 1418 à 1911 fut détruit en même temps que les bâtiments résidentiels adjacents par le feu. Le bâtiment actuel a été conçu par A. Sasse. Il s'agit d'un bâtiment en briques avec une tour d'angle polygonale. À l'intérieur se trouvaient des restes de l'ancienne installation du XVIe siècle.
- Maisons. Malgré de nombreux changements de la ville on peut encore observer quelques vieux bâtiments résidentiels. Seule la rue Westfleth donne encore une vague impression des bâtiments d'origine en pignon. Les maisons ont été presque exclusivement construites en bois, les constructions en dur sont restées exceptionnelles jusqu'au XIXe siècle. Pourtant, dès le milieu du XVIe siècle, les maisons à colombages Abtstraße 3, Westfleth 35, et les bâtiments arrière de Long Road 37[réf. nécessaire] sont parmi les maisons les plus somptueuses de la ville.

## Ville de contes
Buxtehude est connue comme une ville de conte de fées. Le conte de la course entre le lièvre et le hérisson par Wilhelm Schröder (suite racontée par les frères Grimm) se déroule dans Buxtehude (bien que Schröder avait d'abord entendu dans le lieu même consonance Bexhövede).
Buxtehude est mentionnée dans de nombreux autres livres pour enfants, comme dans le livre de Otfried Preußler Der Räuber Hotzenplotz, dans lequel le magicien d'oiseau Petrosilius Zwackelmann a un assistant convivial[Quoi ?] à Buxtehude. En outre, dans le livre Hein Schlotterbüx de Buxtehude[Quoi ?] par Barbara Bartos-Höppner, ou dans La Chasse au canard à Buxtehude.

## Jumelage
- Blagnac (France) depuis 1985 (l'entreprise Airbus-EADS est présente à Blagnac et à côté de Buxtehude)
- Ribnitz-Damgarten (Allemagne) depuis 1990